# Pedra Azul (gemeente)
Pedra Azul is een gemeente in de Braziliaanse deelstaat Minas Gerais. De gemeente telt 26.000 inwoners (schatting 2009).

## Galerij

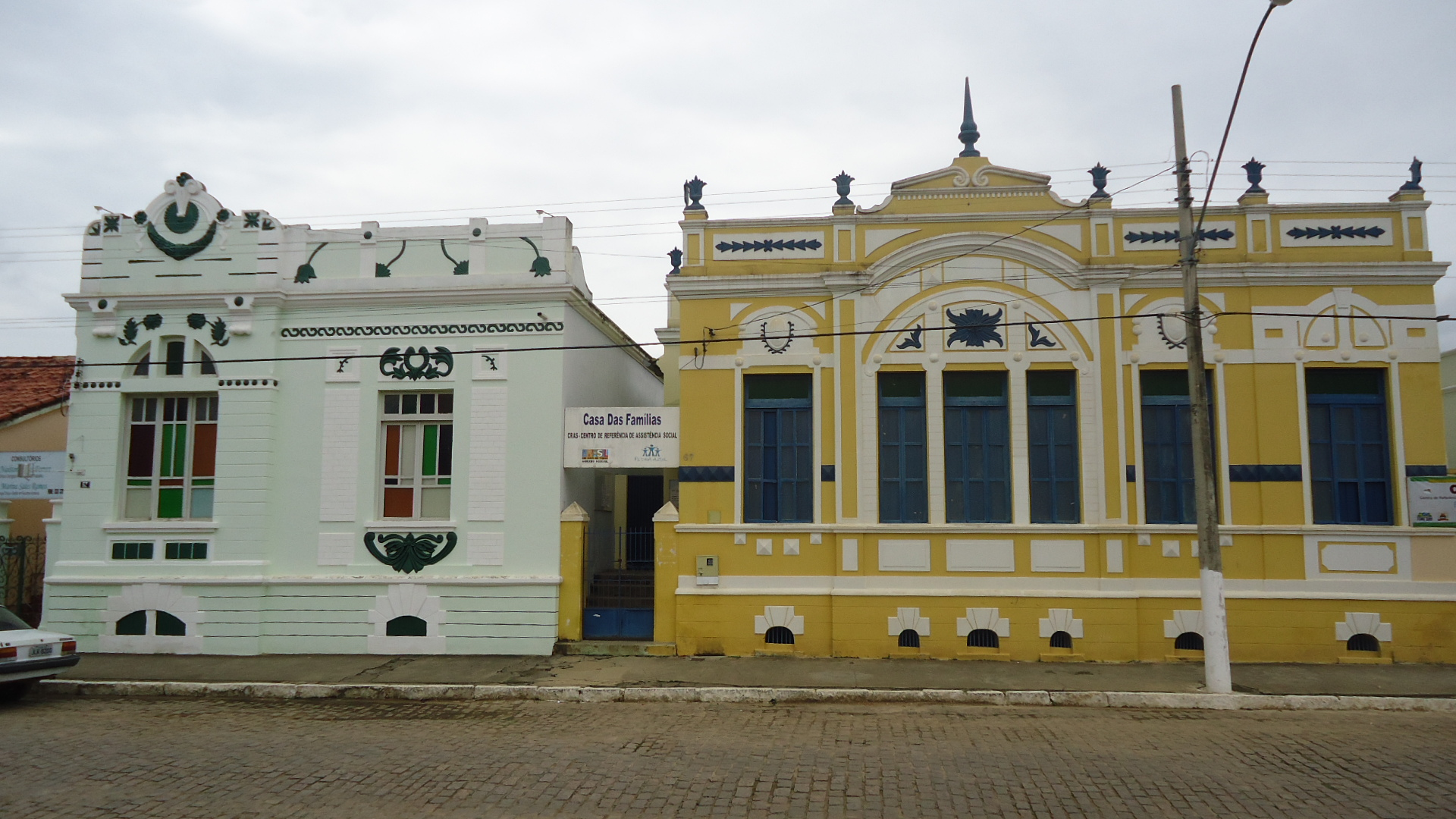
Twee huizen aan de Av. Joaquim Antunes in Pedra Azul
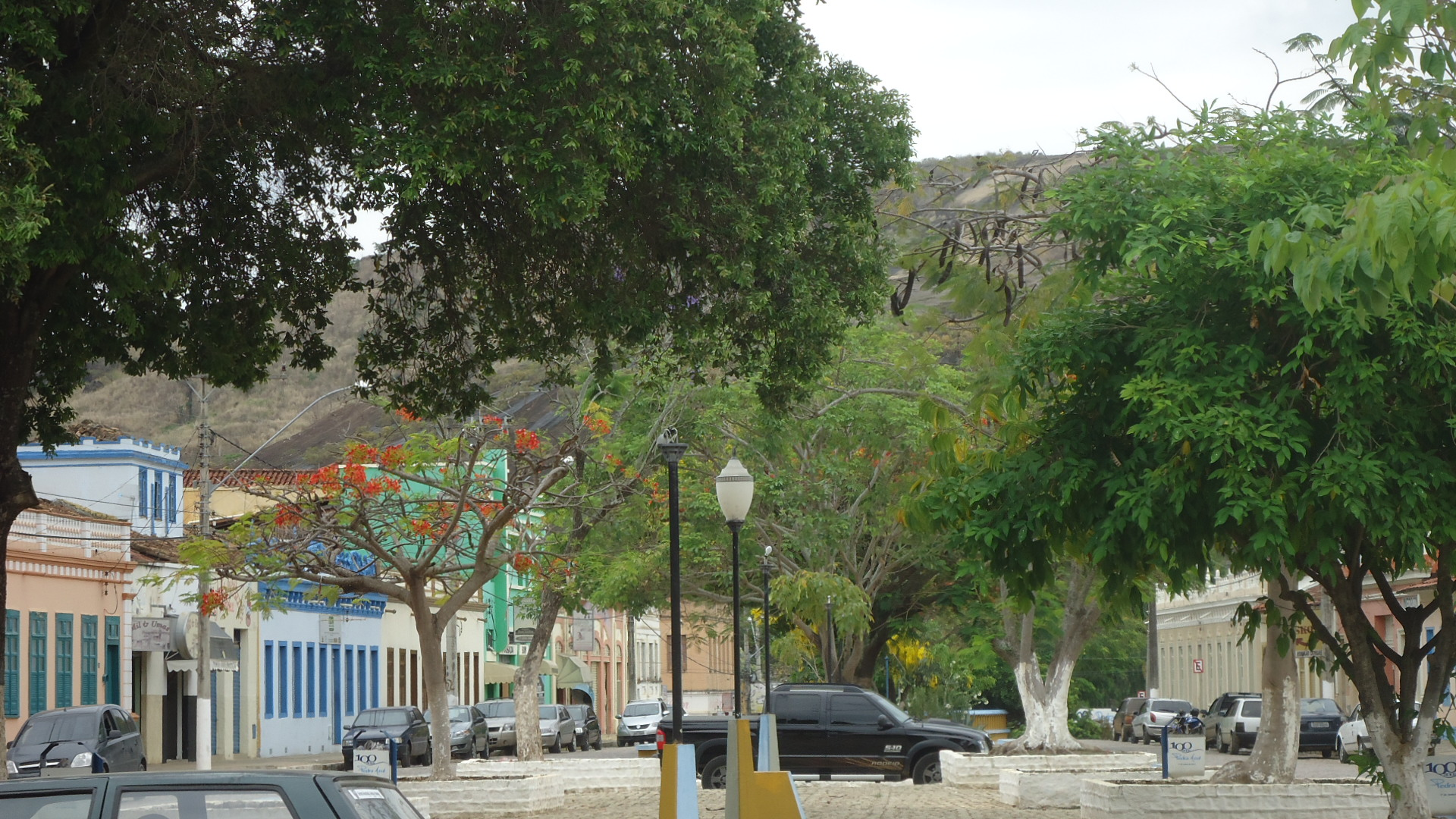
De hoofdstraat Av. Joaquim Antunes in Pedra Azul
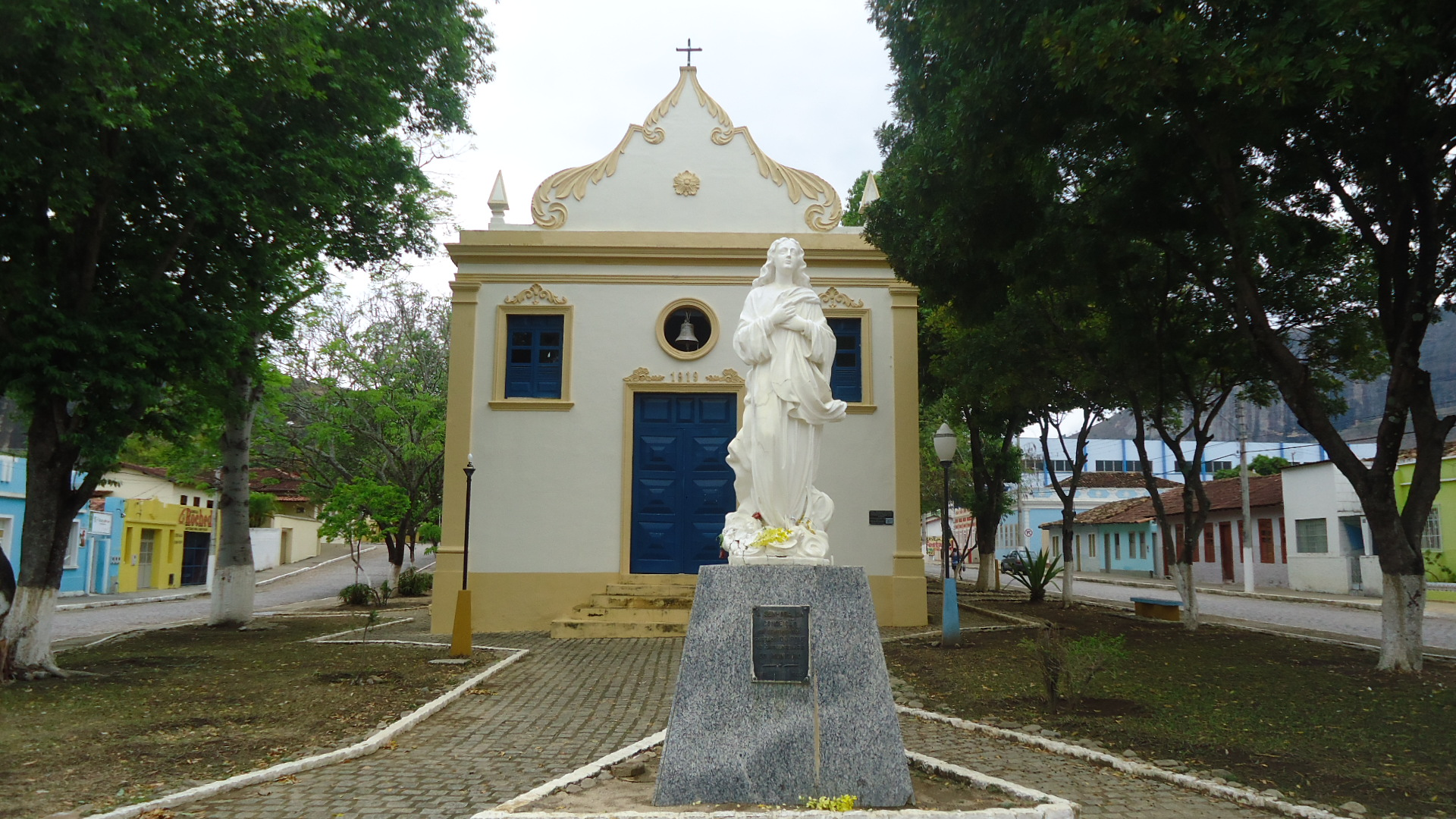
Katholieke kerkje Igrejinha do Santuário in Pedra Azul
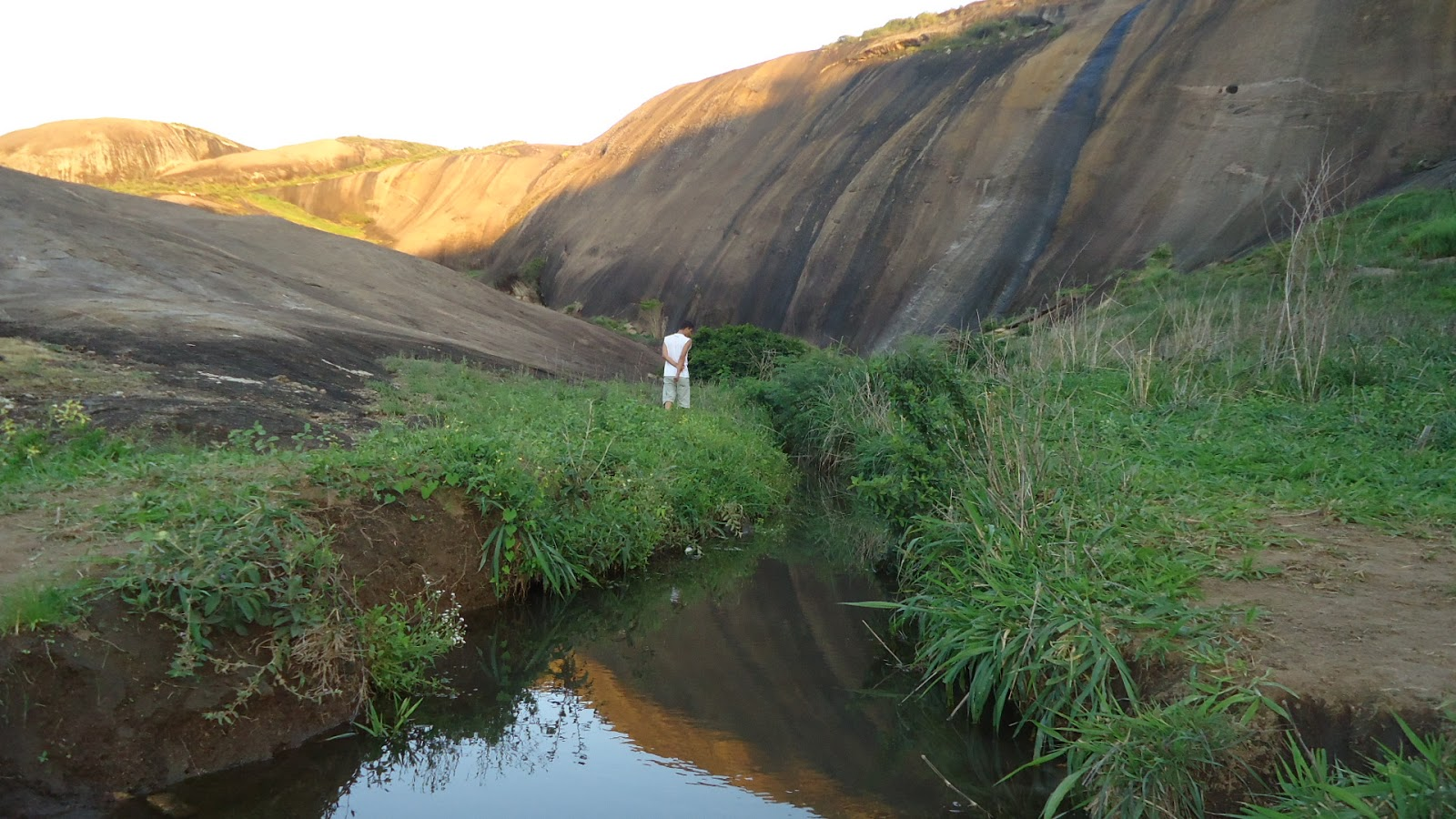
Rotsformatie Pedra da Rocinha